# المقاربة الداخلية والخارجية
تشير المقاربة الداخلية (المنهج الاستنباطي أو النهج الداخلي) والمقاربة الخارجية (النهج الخارجي) في علم الإنسان ودراسة الفلكلور والعلوم الاجتماعية والسلوكية إلى نوعين من الدراسة الميدانية المنجزة ووجهات النظر المتحصل عليها: المقاربة الداخلية من داخل المجموعة الاجتماعية (من وجهة نظر الشخص المنتمي لهذه المجموعة)، والخارجية من الخارج (من وجهة نظر المراقب).

## تعاريف
«يحقق النهج الداخلي في كيفية تفكير السكان المحليين» (كوتاك: 2006) وكيف يتصورون ويصنفون العالم، وقواعدهم السلوكية، وما الذي يكون ذو معنى لهم، وكيف يتخيلون ويصفون الأشياء. «يحوّل النهج الخارجي التركيز من المراقبة المحلية، والأنواع، والتفسيرات، والتأويلات إلى علماء الإنسان. يلاحظ النهج الداخلي أن أعضاء الثقافة يتدخلون أكثر من اللازم بالذي يفعلونه لتفسير ثقافتهم بصورة محايدة. عند استخدم النهج الداخلي، يؤكد وصف الأعراق البشرية على ما يعتبره الشخص شيئًا مهمًا».
على الرغم من اعتبار النهجين الداخلي والخارجي في حالة من الصراع بطبيعتهما ويمكن تفضيل واحد واستبعاد الآخر، اعُّترف على نطاق واسع بتكامل النهجين الداخلي والخارجي في بحث علم الإنسان، ولاسيما في المجالات المتعلقة بخصائص الطبيعة البشرية بالإضافة إلى شكل ووظيفة النظام الاجتماعي البشري.
المعرفة الداخلية والتفسيرات الموجودة في نطاق الثقافة تحددها «الأعراف المحلية، والمفاهيم، والمعتقدات» (أجير ولوري، 2004) ويُمكن وصفها بشكل أفضل من قبل مواطن محلي لهذه الثقافة. تشير المعرفة الخارجية إلى تعميم السلوك البشري الذي يعني بالحقيقة العالمية، ويربط عمومًا الممارسات الثقافية بالعوامل المهمة للباحثين، مثل الظروف الاقتصادية أو البيئية التي قد لا يعتبرها بعض الملمين الثقافيين ذات صلة (موريس وآخرون 1999).
- النهج الداخلي هو وصف للسلوك والمعتقدات في مصطلحات هامة (بشكل إرادي أو غير إرادي) للفاعل. يأتي معنى النهج الداخلي من شخص تابع لهذه الثقافة. يمكن أن يكون أي شيء تقريبًا في حدود هذه الثقافة داخليًا.
- النهج الخارجي هو وصف للسلوك والمعتقدات بالاعتماد على محلل اجتماعي أو مراقبة علمية (على سبيل المثال، عالم أو طالب علم الإنسان، أو علم الاجتماع)، بعبارات يمكن استخدامها في مختلف الثقافات، يحاول النهج الخارجي أن يكون محايدًا ثقافيًا، والحد من أي تمييز عرقي وسياسي وأي تحيز ثقافي أو استبعاد من قبل المراقب.

عندما يتحد هاذان النهجان، يمكن فهم وجهة النظر الأشمل للثقافة أو المجتمع. يكافح النهج الداخلي في تطبيق القيم الشاملة للثقافة واحدة. أما النهج الخارجي فهو نافع في تمكين الباحثين من رؤية أكثر من جانب في ثقافة واحدة، وفي تطبيق الملاحظات على الثقافات حول العالم.

## التاريخ
ابُّتكر المصطلح في عام 1954 من قبل عالم اللغويات كينيث لي بايك، الذي ناقش أن الأدوات المطورة لوصف سلوك اللسانيات يمكن أن تلائم وصف أي سلوك إنساني اجتماعي. ووفقًا لبايك، تناقش علماء الاجتماع فيما إن كانت معرفتهم موضوعية أو غير موضوعية. أكد بايك على الابتعاد عن مناقشة نظرية المعرفة والتوجه إلى حلول منهجية. مصطلح النهج الداخلي والخارجي مشتق من مصطلح اللسانيات الصوتية اللغوية، والصوتية، وتباعًا، يُعتبر الصوت اللغوي عنصرًا للمعنى، في حين تُعتبر الصوتيات عنصرًا للصوت. اسُّتبعدت احتمالية الحصول على وصف موضوعي حقيقي من قبل بايك نفسه في عمله الأصلي. اقترح ازدواجية النهج الداخلي والخارجي في علم الإنسان كوسيلة لفهم القضايا الفلسفية عن طبيعة الموضوعية.
دافع علماء الإنسان وارد غوديناف ومارفن هاريس عن المصطلح أيضًا، باستخدام دلالات مختلفة قليلًا عن تلك التي استخدمها بايك. كان غوديناف مهتمًا بفهم المعاني الثقافية المحددة للمعتقدات والممارسات المحددة، كان هاريس مهتمًا في شرح السلوك الإنساني.
ناقش بايك وهاريس وآخرون بأن «المطلعين» و«الغرباء» الثقافيين قادرون على نحو متساو بإنتاج نهج داخلي وخارجي لثقافتهم. يستخدم بعض الباحثون «النهح الخارجي» للإشارة إلى الموضوعية، و«النهج الداخلي» للإشارة إلى غير الموضوعية.
كانت مارغريت ميد عالمة إنسان درست أنماط سن المراهقة في ساموا. اكتشفت أن الصعوبات والتحولات التي تواجه المراهق متأثرة بالثقافة. يمكن تعريف الهرمونات التي تندفع أثناء سن البلوغ باستخدام نطاق النهج الداخلي، لأن المراهقة على الصعيد العالمي تفرز الهرمونات ذاتها. استنتجت ميد أن طريقة استجابة المراهقين لهذه الهرمونات تتأثر بشدة بالمعايير الاجتماعية. خلال دراستها، وجدت ميد أنه لا يمكن استخدام التصنيفات البسيطة عن السلوكيات والشخصية لأن ثقافة الناس تتأثر بسلوكياتهم بطريقة حيوية. ساعدت دراستها بإنشاء النهج الداخلي لفهم السلوكيات والشخصيات. استنتجت دراستها أن للثقافة تأثير مهم في تشكيل شخصية الفرد.
المحلل النفسي كارل يونغ، هو باحث استخدم النهج الداخلي في دراسته. درس يونغ علم الأساطير، والدين، والطقوس القديمة، والأحلام مما دفعه للتصديق بوجود نمط بدائي يمكن تعريفه واستخدامه لتصنيف سلوكيات الناس. النمط البدائي هو بنية عالمية للاوعي الجماعي يشير إلى الطريقة الطبيعية للناس التي يميلون بها إلى إدراك ومعالجة المعلومات. النمط البدائي الأساسي الذي درسه يونغ كان الدور (كيف يختار الناس طريقة تقديم أنفسهم للعالم) الآنيما والآنيموس ( يختبر بعض الناس العالم من وجهة نظر الجنس الآخر، مما يرشدهم هذا إلى كيفية اختيار شريك حياتهم العاطفي) والظل (الجانب المظلم من الشخصيات لأن الأشخاص لديهم تصور عن الشر. يجب على الأشخاص المتزنين الدمج بين الجزئين الصالح والسيء في شخصيتهم). نظر يونغ إلى دور الأم واستنتج أن جميع الأشخاص لديهم أمهات وينظرون إلى أمهاتهم بطريقة مشابهة، هنَّ يقدمنَّ الرعاية والراحة. تقترح دراسته أيضًا أن «الرضيع متطور لرضاعة الحليب من الثدي، ولجميع الأطفال ميول فطرية للاستجابة بطرائق معينة». تعد هذه الطريقة في النظر إلى الأم خارجية عند تطبيق المفهوم عبر الثقافات وعلى النطاق العالمي.

## الأهمية بالنسبة للشخصية
النهجان الداخلي والخارجي مهمان لفهم الشخصية، لأن المشكلات قد تنشأ «عندما تُنقل المفاهيم والتدابير والأساليب بإهمال إلى الثقافات أخرى في محاولة لتعميم الثقافات المتداخلة للشخصيات». من الصعب تطبيق تعميمات محددة من السلوك على الأشخاص المتباينين والمختلفين ثقافيًا. من الأمثلة على هذا هو مقياس إف (مكلاود). مقياس إف هو اختبار للشخصية صممه تيودور أدورنو وآخرون لقياس الشخصية المستبدة، والتي يمكن استخدامها في المقابل للتنبؤ بالسلوكيات المتحيزة. عندما طُبق هذا الاختبار على الأمريكيين، وصف بشكل دقيق التحامل تجاه أصحاب البشرة السوداء، وعندما طُبقت هذه الدراسة باستخدام مقياس إف في جنوب إفريقيا (بيتيجرو وفريدمان) لم تظهر النتائج أي تحامل ضد أصحاب البشرة السوداء. استخدمت هذه الدراسة النهج الداخلي عن طريق إجراء مقابلات مع السكان المحليين والنهج الخارجي عن طريق إعطاء المشاركين اختبارًا عامًا للشخصية.